# رسپندیال
رسپندیال Respendial یا Respindal پادشاه گروهی از آلان‌ها بود که در اوایل قرن ۵ میلادی به اروپای غربی رسیده بودند. آلان‌ها تیره‌ای از قوم کوچ گرد سکاها بودند که خود شاخه‌ای از مردمان ایرانی تبار محسوب می‌شوند.
این نام بسیار شبیه به نام اسفندیار در متون کهن پهلوی است.

## در اروپا
گروه دیگر از آلان‌ها که همراه رسپیندال‌ها از راین عبور کرده و وارد قلمرو روم شده بودند به رومی‌ها پیوستند، اما رسپیندال‌ها با وندال‌ها متحد شده و بعدها در نبردی که پس از کشته شدن گودیگیسل پادشاه وندال‌ها صورت گرفت، به وندال‌ها علیه فرانک‌ها کمک کردند.

## سرنوشت
آنان به همراه شاخه‌ای از وندال‌ها و اقوام دیگر از سرزمین گل عبور کرده و در ۴۰۹ میلادی در اسپانیا ساکن شدند.